# Salem (sèrie de televisió)
Salem és una sèrie de televisió americana amb argument històric fantàstic creada per Adam Simon i Brannon Braga que es va emetre per primera vegada el 20 d'abril de 2014 a la xarxa de televisió WGN America. És la primera sèrie escrita originàriament per a WGN America. La sèrie comptà amb la participació dels actors Janet Montgomery i Shane West, i està inspirada en l'episodi real del Judici a les Bruixes de Salem al segle xvii. El 5 de maig de 2014, la sèrie Salem va renovar per una segona temporada de tretze capítols.

## Resum de la sèrie
Salem relata una història de ficció sobre els infames Judicis de Salem, els quals es consideren un dels últims episodis de persecució de bruixes en el període colonial a Massachusetts al segle xvii, quan el govern estava dominat per líders puritans de Nova Anglaterra. Es qüestiona si foren encertades les accions que varen dur a terme tals puritans, i si la gent condemnada era innocent. La sèrie se centra en les "bruixes reals" que formaven part del dia a dia, però que no semblaven ser qui realment eren. John (Shane West) i Mary (Janet Montgomery) es troben enmig d'una relació amorosa molt profunda, mentre un caçador de bruixes purità pretén sotmetre la localitat en la histèria, l'horror, i la desesperació.
Històricament, la població de Salem s'havia fonamentat en els principis de pobresa, els drets de pastura i els drets eclesiàstics. El govern estava dominat pels líders puritans. La població era escrutada constantment i això portava òbviament a disputes constants. La població estava atemorida de ser perseguida per qualsevol cosa que hagués ofès la mentalitat puritana. La paraula "witch" (bruixa) passà fàcilment a ser una maledicció llançada contra qui semblés anormal.

## Càsting i personatges

### Càsting principal
- Janet Montgomery com a Mary Sibley, la dona de George Sibley i una bruixa, la seva doble vida amorosa desafiarà la seva posició de poder a Salem. Anys abans havia quedat embarassada de John Alden pel qual encara sent una forta atracció.
- Shane West com el Capità John Alden, un veterà de guerra, amant de Mary Sibley, el qual ha tornat a casa com a representant de la raó i defensor de les víctimes innocents enmig del pànic que s'ha apoderat de Salem.
- Seth Gabel com a Cotton Mather, el bonament instruït reverent, alhora amic de John Alden. L'amor per la treballadora sexual Gloriana canvià el seu caràcter, Cotton havia aturat la cacera de bruixes a Salem.
- Tamzin Merchant com a Anne Hale, una bruixa rebel i artista talentosa. Igual que Cotton Mather, ella també té la determinació de prevenir les morts innecessàries.
- Ashley Madekwe com a Tituba, la bruixa que controla la Mary. Ella convenç a Mary de donar el seu fill que havia engendrat amb John ALden al diable.
- Elise Eberle com a Mercy Lewis, una noia turmentada pels encanteris de Mary Sibley. Més tard es convertirà també en bruixa.
- Iddo Goldberg com a Isaac Walton, l'home més savi de Salem. Com a càstig per haver-li descobert en el passat el pecat de fornicador, va ser encarregat de netejar la localitat de les deixalles i de desfer-se dels cadàvers dels indesitjables.
- Xander Berkeley com a Reverend John Hale, bruixot i cap polític a Salem. Seria mort per la seva filla Anne, la qual volia salvar la gent de Salem de més morts innecessàries.

### Càsting secundari
- Stephen Lang com a Increase Mather, reverent, pare de Cotton Mather, i un caçador fanàtic de bruixes. Serà mort pel seu fill Cotton, determinat a prevenir més morts de resultes de la seva cacera de bruixes.
- Michael Mulheren com a George Sibley, el cap malalt, però ric de la taula del Consell de Salem, el qual es veu condemnat al control de la seva dona Mary i de Tituba. Fou ell qui marcà el pecat d'Isaac Walton marcant-li una "F" al front amb un ferro roent.
- Azure Parsons com a Gloriana, prostituta i amant de Cotton mather, seria expulsada de Salem pel seu pare Increase Mather.

## Desenvolupament i producció
La primera emissió de la sèrie va ser una idea en desenvolupament al juliol de 2012 a WGN America sota el títol de Malice. El 4 de juny de 2013 WGN America va aprovar l'episodi pilot i va ordenar un total de 13 episodis, sota el títol de Salem. La sèrie va ser creada per Adam Simon i Brannon Braga, tot i que Jeff Kwatinetz i Josh Barry també van servir com a productors executius. El 8 de novembre de 2013, es va iniciar la filmació de la sèrie a Shreveport, Louisiana, en un decorat molt costós que representava el Massachusetts del segle xvii.

### Càsting
Els anuncis dels càstings començaren a l'octubre de 2013, amb Ashley Madekwe com a primera tria pel paper de Tituba, la seductora i misteriosa mà dreta de Mary Sibley. Seth Gabel va ser el següent actor de la tria del càsting de la sèrie, en el paper de Cotton Mather, un aristòcrata local que supervisa la caçera de bruixes a Salem. Janet Montgomery i Xander Berkeley foren també triades en el càsting, amb Montgomery en el paper de la líder local Mary Sibley, la bruixa més poderosa de Salem i la dona del ric i poderós George Sibley. Berkley fou triat pel paper del Magistrat Hale, un dels Escollits de Salem. Shane West va signar pel paper del protagonista John Alden, un endurit veterà de guerra i captiu que acabarà consumit en la cacera de bruixes de Salem. També van ser triats en el càsting Tamzin Merchant com a Anne Hale, una talentosa artista que sent molta tracció per John des que el veu arribar a Salem. Elise Eberle seria l'última actriu del càsting i se li donaria el paper de Mercy Lewis, el poderós Reverent Lewis que creu posseïda a la seva filla. L'1 de juny de 2014, Stephen Lang entrà també en el càsting d'actors en el paper d'Increase Mather, el pare de Cotton Mather i l'encara més fanàtic caçadors de bruixes.
Després de la primera temporada entrà en el càsting de Salem Lucy Lawless i Stuart Townsend que tindrien els rols de la Comtessa Marburg i Samuel Wainwright respectivament. Joe Doyle i Oliver Bell també entraren a la segona temporada en els rols del Baró Sebastian Marburg i el fill perdut de Mary respectivament.

## Episodis
| Temporada | Temporada | Episodis | Emès en primícia        | Emès en primícia      | Publicació en DVD     | Publicació en DVD | Publicació en DVD |
| Temporada | Temporada | Episodis | Estrena de la temporada | Final de la temporada | Regió 1               | Regió 2           | Regió 4           |
| --------- | --------- | -------- | ----------------------- | --------------------- | --------------------- | ----------------- | ----------------- |
|           | 1         | 13       | 20 d'abril de 2014      | 13 de juliol de 2014  | 28 d'octubre del 2014 | N/D               | N/D               |
|           | 2         | 13       | 5 d'abril de 2015       | 28 de juny de 2015    | N/D                   | N/D               | N/D               |
|           | 3         | 10       | 2 de novembre de 2016   | 25 de gener de 2017   | N/D                   | N/D               | N/D               |

## Recepció de la crítica
Salem va obtenir una puntuació de 50 sobre 100 basada en 16 ressenyes crítiques a Metacritic. Més popular entre els fans que entre els crítics professionals, Salem va obtenir un 6.8 sobre 10 a Metacritic i un 7.2 sobre 10 a Internet Movie Database. A Rotten Tomatoes, va obtenir una puntiació del 54% amb una puntuació mitjana de 5.5 sobre 10 basada en 26 ressenyes crítiques.

### Reconeixements
| Any  | Associació               | Categoria                               | Nominacions      | Resultat |
| ---- | ------------------------ | --------------------------------------- | ---------------- | -------- |
| 2015 | Fangoria Chainsaw Awards | Favorite Actress on Television          | Janet Montgomery | Pendent  |
| 2015 | Saturn Awards            | Best Syndicated/Cable Television Series | Salem            | Pendent  |